# Función algebraica

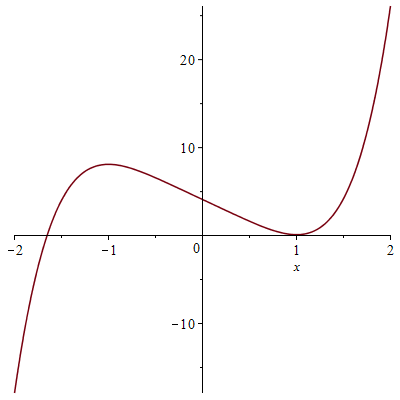
Un ejemplo de función algebraica.

En matemáticas, una función algebraica es una función que satisface una ecuación polinómica cuyos elementos son a su vez polinomios o monomios. Por ejemplo, una función algebraica de una variable x es una solución y a la ecuación 
{\displaystyle a_{n}(x)y^{n}+a_{n-1}(x)y^{n-1}+\cdots +a_{0}(x)=0\,},
donde los coeficientes a(x) son funciones polinómicas de x. Una función que no es algebraica es denominada una función trascendente.

## Precisiones
En términos más precisos, una función algebraica puede no ser estrictamente una función, por lo menos no en el sentido convencional. Por ejemplo sea la ecuación de una circunferencia trigonométrica:
{\displaystyle x^{2}+y^{2}=1\,}.
La misma determina y, excepto por su signo:
{\displaystyle y=\pm {\sqrt {1-x^{2}}}\,}.
Sin embargo, se considera que ambas ramas pertenecen a la "función" determinada por la ecuación polinómica.
Una función algebraica de n variables es definida en forma similar a la función y que es solución de la ecuación polinómica en n + 1 variables:
{\displaystyle p(y,x_{1},x_{2},\dots ,x_{n})=0\,}.
Normalmente se supone que p debe ser un polinomio irreducible. La existencia de una función algebraica es asegurada por el teorema de la función implícita.
Formalmente, una función algebraica de n variables en el cuerpo K es un elemento del cierre algebraico del cuerpo de las funciones racionales K(x1,...,xn). Para poder comprender a las funciones algebraicas como funciones, es necesario incorporar ideas relativas a las superficies de Riemann o en un ámbito más general sobre variedades algebraicas, y teoría de haces.
Entre las funciones algebraicas se encuentran las funciones racionales y las funciones irracionales.

### Función racional
Una función racional es una función que puede ser expresada de la forma:

{\displaystyle f(x)={\frac {{\text{P}}(x)}{{\text{Q}}(x)}}}

donde P y Q son polinomios y x una variable, siendo Q distinto del polinomio nulo (En el caso de que el polinomio P sea nulo, tampoco sería una función racional, pues no se podría considerar la razón entre dos polinomios). Las funciones racionales están definidas o tienen su dominio de definición en todos los valores de x que no anulen el denominador 1.
Las funciones racionales tienen diversas aplicaciones en el campo del análisis numérico para interpolar o aproximar los resultados de otras funciones más complejas, ya que son computacionalmente simples de calcular como los polinomios, pero permiten expresar una mayor variedad de comportamientos. Un ejemplo simple de función racional es la función homográfica, donde los grados de los dos polinomios es igual a 1.

### Función irracional
Las funciones irracionales son aquellas cuya expresión matemática f(x) presenta un radical.

{\displaystyle f(x)={\sqrt {2x+4}}}

Las características generales de estas funciones en el conjunto de los números reales ({\displaystyle \Re }) son:
a) Si el índice del radical es par, el dominio son los valores para los que el radicando es mayor o igual que cero.
b) Si el índice del radical es impar, el dominio son los valores para los que el radicando tiene dominio, es decir que no hay restricciones de dominio para radicales con índice impar. 
c) Es continua en su dominio y no tiene asíntotas.

### Función «valor absoluto»
En matemática, el valor absoluto o módulo de un número real es su valor numérico sin tener en cuenta su signo; sea este positivo (+) o negativo (–).  Así, por ejemplo, 3 es el valor absoluto de 3 y de –3. En particular {\displaystyle f(x)=|x|={\sqrt {x^{2}}}} es una de las posibles representaciones algebraicas de esta función. El valor absoluto está relacionado con las nociones de magnitud, distancia y norma en diferentes contextos matemáticos y físicos. El concepto de valor absoluto de un número real puede generalizarse a muchos otros objetos matemáticos, como son los cuaterniones, anillos ordenados, cuerpos o espacios vectoriales.